# Jérôme Souchier

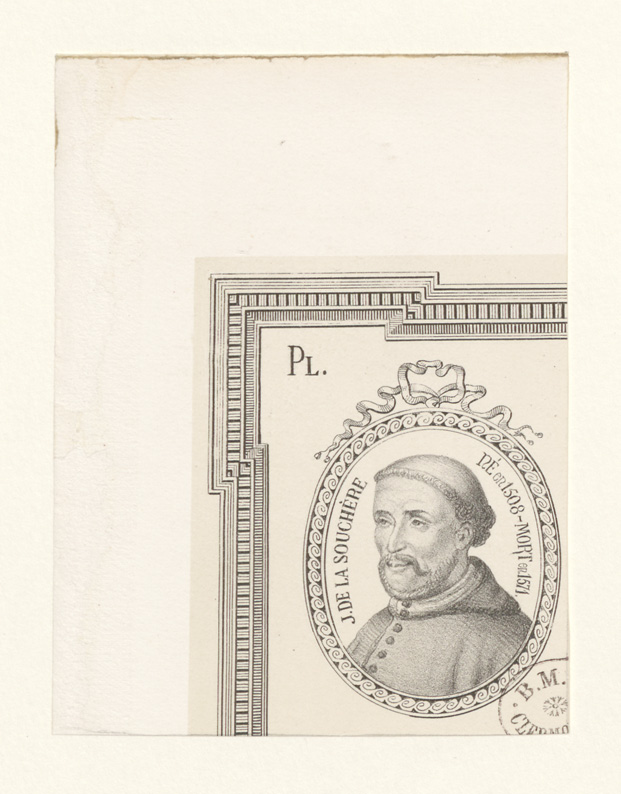
Kardinal Jérôme Souchier OCist (Darstellung des 19. Jh.)

Jérôme Souchier SOCist (* 1508 in der Auvergne; † 1571 in Rom) war ein französischer Kardinal der Römischen Kirche.

## Leben
Als Sohn einer adligen Familie wurde Jérôme Souchier im Jahr 1508 in der Auvergne geboren. Als junger Mann wurde er Mönch der Zisterzienser-Abtei Montpeyroux. Später schickte man ihn an die Akademie der Zisterzienser in Paris, wo er Prüfungen in Philosophie und Theologie ablegte. Anschließend empfing er das Weihesakrament. Von 1550 bis 1571 war er Abt des Klosters Clairvaux. Er nahm 1562–1563 am Konzil von Trient teil. Von 1567 bis 1571 war er zudem Abt des Klosters Cîteaux und damit Generalabt des Zisterzienserordens.
Im Konsistorium vom 24. Januar 1569 kreierte Papst Pius V. ihn zum Kardinalpriester und verlieh ihm am 24. Januar 1569 die Titelkirche San Matteo in Merulana.
Jérôme Souchier starb 1571 in Rom. Er wurde in Santa Croce in Gerusalemme in Rom beigesetzt.